# 努里
努里（義大利語：Nurri），是意大利撒丁大区南撒丁省的一个市镇。总面积73.9平方公里，人口2307人，人口密度31.2人/平方公里（2009年）。ISTAT代码为092117。